# 단백질 소단위체

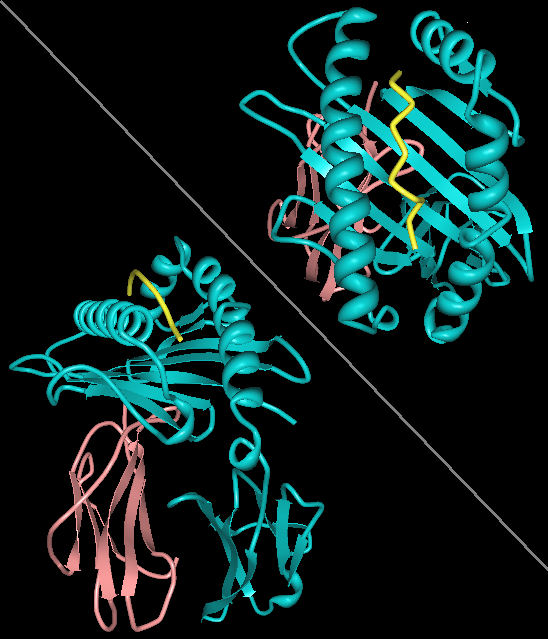
α (A*1101 유전자 산물) 및 β (베타-2 마이크로글로빈) 소단소위체를 보여주는 HLA-A11의 렌더링. 이 수용체는 결합 부위에 기능에 기여하는 이종 기원의 결합된 펩타이드를 가지고 있다.

단백질 소단위체(蛋白質 小單位體, 영어: protein subunit)는 구조생물학에서 다른 단백질 분자와 결합하여 단백질 복합체를 형성하는 단일 단백질 분자이다. 일부 천연 단백질은 상대적으로 적은 수의 소단위체를 가지고 있어서 올리고머(예: 헤모글로빈 및 DNA 중합효소)로 설명된다. 다른 단백질들은 매우 많은 수의 소단위체를 가지고 있어서 멀티머(예: 미세소관 및 다른 세포골격 단백질)로 설명된다. 멀티머 단백질의 소단위체는 동일하거나 동질적이거나 완전히 다를 수 있으며, 상이한 역할에 사용될 수 있다.

## 같이 보기
- 단백질의 4차 구조
- 다른 자리 입체성 조절
- 협동 결합
- 단량체

## 더 읽을거리
- Dilip Gore; Reecha Pandit (2011). “In silico Identification of Cell Surface Antigens in Neisseria meningitidis”. 《Biomirror》 2: 1–5.